# Манафов, Эльшад Гасан оглы
Эльшад Гасан оглы Манафов (азерб. Manafov Elşad Həsən oğlu; 8 марта 1992, Баку, Азербайджан) — азербайджанский футболист, амплуа — защитник.

## Клубная карьера
Эльшад Манафов начал заниматься футболом в юношеском возрасте в любительском клубе «Инам». В возрасте 15 лет перешёл в клуб «Азери» Баку. В возрасте 17 лет начал выступать юношеской секции (до 17 лет) ФК «Баку» под руководством опытного тренера Максада Ягубалиева. Далее перешёл в возрастную категорию до 19 лет.
Профессиональную карьеру футболиста начал в 2011 году с выступления в клубе «Локомотив-Баладжары». Далее защищал цвета клубов «Баку», «Туран-Т» и «Сумгаит». В 2014 году вновь вернулся в «Баку».

### Чемпионат
Статистика выступлений в чемпионате Азербайджана по сезонам:
| № | Сезон       | Клуб                  | Игр | Голов | В запасе |
| - | ----------- | --------------------- | --- | ----- | -------- |
| 1 | 2011 / 2012 | «Локомотив-Баладжары» | ?   | ?     | ?        |
| 2 | 2011 / 2012 | «Баку»                | 1   | 0     | 10       |
| 3 | 2012 / 2013 | «Баку»                | 0   | 0     | 1        |
| 4 | 2012 / 2013 | «Туран-Т»             | 10  | 0     | 10       |
| 5 | 2013 / 2014 | «Сумгаит»             | 0   | 0     | 4        |
| 6 | 2014 / 2015 | «Баку»                | 1   | 0     | 1        |

### Кубок
Статистика выступлений в Кубке Азербайджана по сезонам:
| № | Сезон       | Клуб                  | Игр | Голов | В запасе |
| - | ----------- | --------------------- | --- | ----- | -------- |
| 1 | 2011 / 2012 | «Локомотив-Баладжары» | 1   | 0     | 0        |
| 2 | 2011 / 2012 | «Баку»                | 1   | 0     | 2        |
| 3 | 2012 / 2013 | «Баку»                | 1   | 0     | 1        |

## Сборная
В 2009 году привлекался в состав юношеской сборной Азербайджана до 17 лет.

## Достижения
- Победитель Кубка Азербайджана сезона 2011/2012 годов в составе ФК «Баку».